# Nerzskandal in Dänemark
Der Nerzskandal in Dänemark (dänisch Minksagen) ist ein Skandal über die Anordnungen der Regierung Frederiksen I zur Nerzkeulung in Dänemark während der Coronavirus-Pandemie. Er ist das Ergebnis einer Entscheidung der Regierung vom 3. November 2020, die auf der Grundlage einer Risikobewertung des Statens Serum Institut (SSI) getroffen wurde. Die Anordnung wurde von Mette Frederiksen auf einer Pressekonferenz am 4. November mitgeteilt. Am 8. November stellte sich heraus, dass die Anordnungen keine Rechtskraft (dänisch lovhjemmel) besitzen. Es war eine politische Entscheidung, alle Nerze zu keulen und keine Empfehlung des SSI. Einige der getöteten Nerze wurden erst eingegraben und anschließend noch einmal bestattet.
Die Risikobewertung des SSI enthielt lediglich die Aussage, dass die fortgesetzte Nerzzucht während der anhaltenden Pandemie ein Risiko für die öffentliche Gesundheit darstelle, sowie für die Möglichkeit, COVID-19 mit Impfstoffen zu verhindern.
Die Regierung legte einen Gesetzentwurf vor, der mit seiner Verabschiedung am 21. Dezember 2020 die Rechtskraft hinter den Entscheidungen sicherstellte. In der Zwischenzeit wurden die Tötungen mit Hilfe der Polizei und anderer Behörden illegal fortgesetzt.
Eine Reihe von Aspekten des Falls stieß auf scharfe Kritik. Mehrere Rechtsexperten bewerteten unter anderem, die Anordnung verstoße gegen das Grundgesetz Dänemarks, während das Justizministerium den Vorgang als „eine Missachtung grundlegender verwaltungsrechtlicher Normen“ bezeichnete. Es wurden drei vom dänischen Parlament (Folketinget) angeordnete rechtliche Untersuchungen durchgeführt, von denen die größte die Nerzkommission war. Als Folge des Falls trat Mogens Jensen als Ernährungsminister zurück.
Mette Frederiksen erklärte am 24. August 2022, sie wolle „diskutieren, ob es sich um einen Skandal handelt“. Am 30. August desselben Jahres bezeichnete sie den Fall als „politischen Skandal“.
Das Nerzzuchtverbot galt bis Ende 2021 und wurde dann bis 2022 verlängert. Der Nerzskandal kostet den dänischen Staat schätzungsweise ca. 19 Milliarden DKK. Alle Entschädigungen an die Nerzzüchter werden voraussichtlich vor 2027 gezahlt.

## Anfang
Nerze gehören zu den Tieren, die mit Coronaviren infiziert werden können. Die Übertragung des SARS-CoV-2-Virus von Nerzen auf den Menschen wurde erstmals in den Niederlanden durch genetische Rückverfolgung dokumentiert, was die Regierung veranlasste, ein Verbot der Nerzhaltung, das 2024 in Kraft treten soll, auf Ende 2020 vorzuziehen. Das Landwirtschaftsministerium der Vereinigten Staaten bestätigte, dass im August 2020 Fälle von mit COVID-19 infizierten Nerzen in Utah dokumentiert worden waren.
Am 15. Juni 2020 registrierte die dänische Veterinär- und Lebensmittelbehörde eine Coronainfektion bei Nerzherden in Vendsyssel, Nordjütland. Die Behörden entschieden, dass die Nerze auf diesen Farmen getötet werden sollten, um eine weitere Ausbreitung der Corona-Mutation zu verhindern. Im September schrieb das SSI in einer Risikobewertung über eine als Cluster 5 bezeichnete „spezielle Nerzvariante“, die sich in Nordjütland ausgebreitet habe. Die Sorge des SSI bestand nun, dass eine neue Corona-Variante möglicherweise die Wirkung eines künftigen Impfstoffs verringern und Dänemark „ein neues Wuhan“ werden könnte. Am 1. Oktober gab die Regierung auf einer Pressekonferenz bekannt, dass alle Nerze in einem Umkreis von 7,8 Kilometern um eine infizierte Farm getötet werden müssten. Damit mussten rund 100 Betriebe in Nordjütland ihre Nerz-Herden keulen, obwohl nur 41 Betriebe infiziert waren.
Später, am 13. Oktober, stellte sich heraus, dass das mutierte Coronavirus, das in dänischem Nerz gefunden wurde, die Wirksamkeit von Corona-Impfstoffen verringern könnte. Es geschah in einem Interview mit Chefarzt Anders Fomsgaard von SSI. Am 3. November 2020 veröffentlichte das SSI eine neue Risikobewertung, die zu dem Schluss kam, dass „die Fortführung der Nerzzucht während einer anhaltenden Covid-19-Pandemie ein erhebliches Risiko für die öffentliche Gesundheit mit sich bringt, einschließlich der Möglichkeiten, Covid-19 mit Impfstoffen zu verhindern“.

## Keulungs-Entscheidung

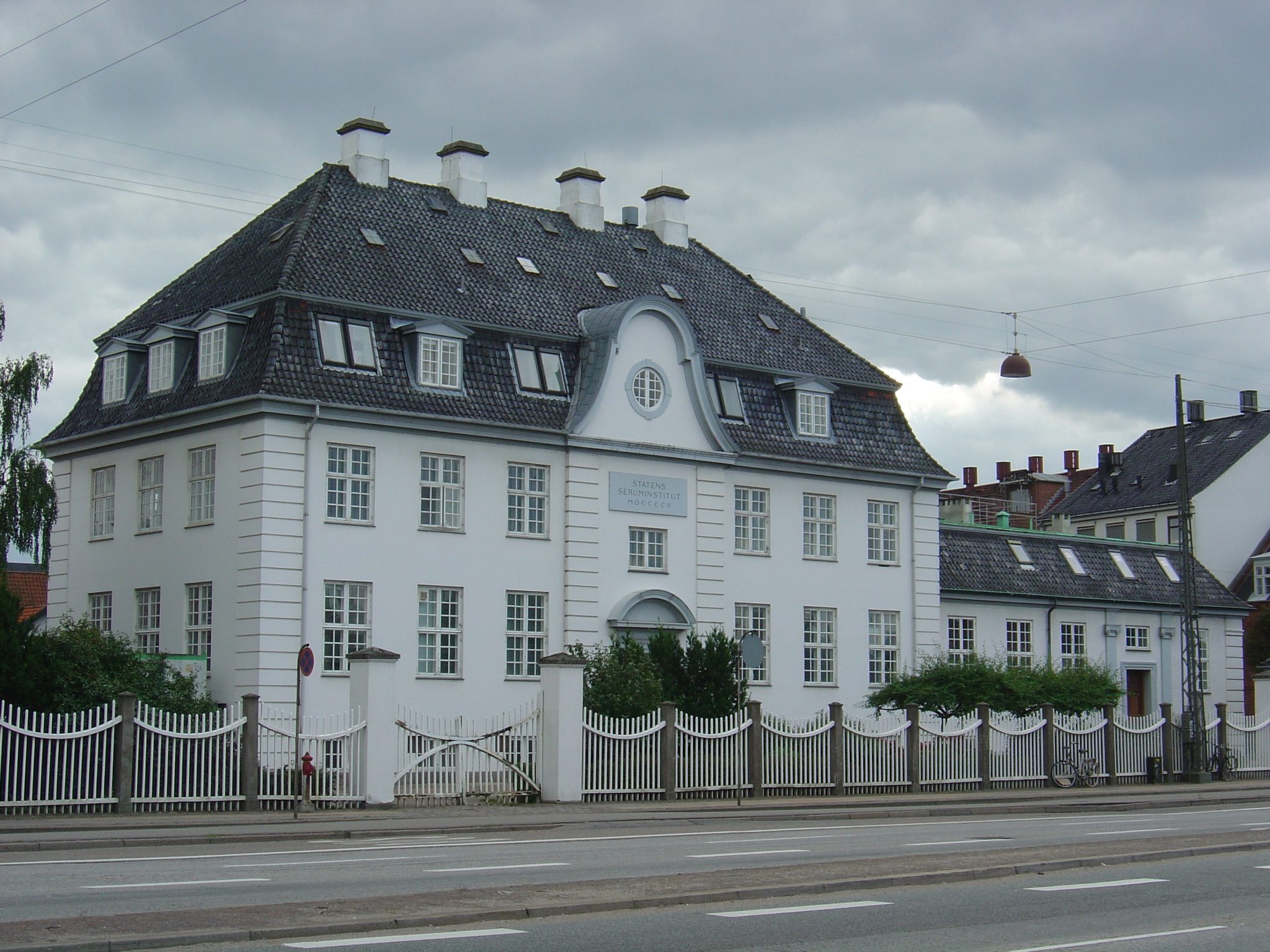
Das alte Gebäude des Statens Serum Instituts auf Amager Boulevard.

Am Abend des 3. November 2020 fand eine Sitzung des Koordinierungsausschusses der Regierung statt. Es wurde innerhalb von 44 Minuten beschlossen, alle Nerze in Dänemark zu keulen, einschließlich der Zuchttiere. Mette Frederiksen und weitere Kabinettsmitglieder waren bei dem Treffen anwesend. In den Unterlagen, die den Sitzungsteilnehmern sechs Minuten vor Beginn der Sitzung ausgehändigt wurden, wurden Zweifel an der Rechtmäßigkeit der Anordnung geäußert. Mette Frederiksen hat sich seitdem geweigert zu antworten, ob sie die Warnung gelesen hat. Nach Angaben mehrerer Sitzungsteilnehmer wurde die Frage der rechtlichen Befugnisse nicht angesprochen. Die Sitzung wurde ohne Protokoll abgehalten.
Am folgenden Tag berief die Staatskanzlei eine Pressekonferenz ein. Mette Frederiksen verkündete die Anordnung: „Zunächst ist es notwendig, alle Nerze in Dänemark zu töten. Das gilt leider auch für die Zuchttiere.“ Die Keulungs-Anordnung und die zusätzlich Anordnung über sogenannten Beschleunigungsboni, wurde später von der Regierung selbst, mehreren Rechtsexperten und der Nerzkommission als illegal beschrieben und als „grob irreführend und eindeutig illegal“ bezeichnete.
In den folgenden Tagen wurden Millionen dänischer Nerze gekeult. Den Bauern wurde ein „Beschleunigungsbonus“ angeboten, falls sie ihre Nerze zeitnah töteten. Bei der Keulung der Nerze halfen die Polizei, die dänische Veterinär- und Lebensmittelbehörde, die Streitkräfte und die Heimwehr Dänemarks.

### Kritik von Medizinern an der Entscheidung
Die Risikobewertung von SSI, die das Hauptargument für die Entscheidung war, wurde später von anderen Experten als auf einer dünnen fachlichen Grundlage kritisiert. Darunter der Chefarzt und Professor am Rigshospitalet, Jan Gerstoft, der sagte: „Die Interpretation des Statens Serum Instituts ist einfach nicht stichhaltig“ und Professor für Immunologie, Jens Christian Jensenius: „Die Ergebnisse der Vorversuche von Anders Fomsgaard wurden von Kåre Mølbak entwickelt, um die Wissenschaft zu missbrauchen, und förderte die dramatische Entscheidung vom 4. November. Diese Entscheidung wurde nicht auf evidenzbasierter Grundlage getroffen“. Darüber hinaus stellte die dänische Arzneimittelbehörde am 9. November fest, dass die Mutationen keine signifikante Bedrohung für die Wirksamkeit von Impfstoffen der ersten Generation darstellen. Außerdem hatte SSI am 2. November, zwei Tage vor der Pressekonferenz, ein Modell skizziert, in dem die Zuchttiere überlebt hätten.
Vor Abschluss der Risikobewertung von SSI wurde der Universität Kopenhagen die Datenbank von SSI vorgelegt. Sie wiesen eine Impfdrohung zurück. So auch der Direktor der dänischen Gesundheitsbehörde, Søren Brostrøm, der erklärte: „Ich habe eindringlich davor gewarnt, Cluster 5 als Grundlage für eine neue Risikobewertung zu verwenden“.
Fünf Tage nach der Pressekonferenz änderte Kåre Mølbak seine Einschätzung und erklärte: „Unsere größte Sorge seit Juni ist das große Virusreservoir, das Nerze darstellen.“ Die Abteilungsleiterin von SSI, Tyra Grove Krause, erklärte in diesem Zusammenhang, dass die laufende Studie, die Gesundheitsminister Magnus Heunicke auf der Pressekonferenz hervorhob, nicht dokumentiert habe, dass die Cluster-5-Variante eine Bedrohung für einen zukünftigen Impfstoff darstelle.

## Fehlende Rechtsgrundlage

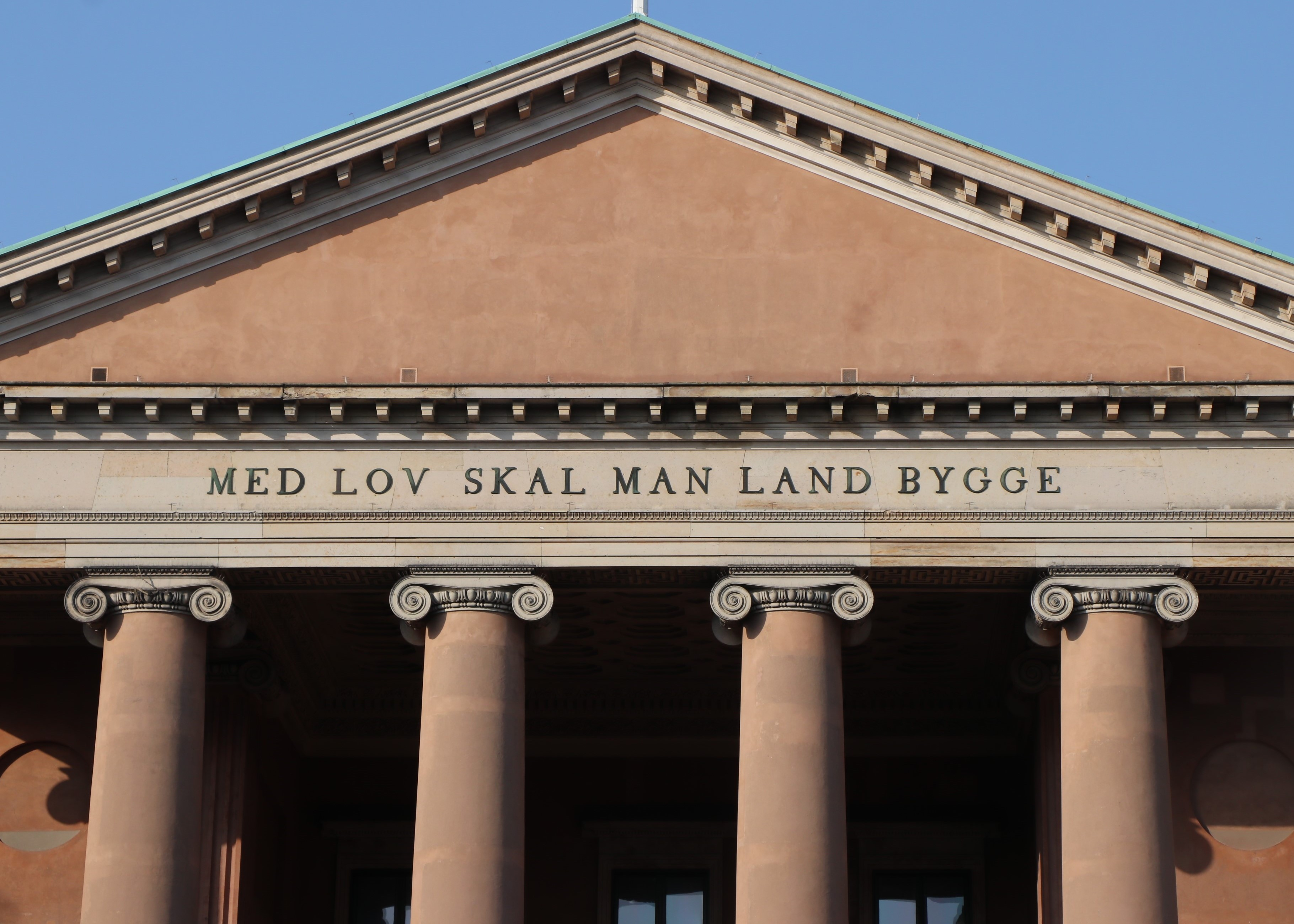
Es ist ein zentraler dänischer Rechtsgrundsatz, dass alle Entscheidungen gesetzlich verankert sein müssen. Hier die Inschrift über dem Kopenhagener Gerichtsgebäude. Bedeutung: Mit (dem) Gesetz soll man Land bauen

Am Mittwoch, den 4. November, kurz vor der entscheidenden Pressekonferenz am selben Tag, versuchte die dänische Veterinär- und Lebensmittelbehörde noch, vor rechtlichen Problemen zu warnen. Die Agentur kontaktierte das Ministerium für Ernährung und Landwirtschaft und bat um einen Kontakt im Justizministerium, da sie nicht glaubte, dass es eine gesetzliche Grundlage für das Keulen aller Nerze des Landes gebe. Auf der Pressekonferenz ordnete Mette Frederiksen dann die Tötung an. Dies galt für infizierte, nicht infizierte sowie Zuchttiere. Später am Abend teilte das Ministerium dem Justizministerium mit, dass die dänische Veterinär- und Lebensmittelbehörde der Ansicht sei, dass es keine Befugnis gebe, alle Nerze zu töten, mit der „das Ministerium für Umwelt und Lebensmittel einverstanden sein kann“. Am folgenden Tag erklärte das Justizministerium, dass das Ministerium „keinen Grund hat, sich über die Bewertung hinwegzusetzen“. Es wurde vereinbart, dass neue Gesetze erlassen werden sollten, um die Genehmigung zum Töten von Nerzen außerhalb der Zonen zu erhalten. Am Abend des 5. November wandte sich die bis dahin am Weltmarkt führende Pelzhandelsgesellschaft Kopenhagen Fur an die dänische Veterinär- und Lebensmittelbehörde und bat um eine klarere Kommunikation mit den Nerzzüchtern, die „frustriert und verwirrt“ seien.
Auf Anfrage von Kopenhagen Fur und dem Ministerium für Umwelt und Ernährung schickte die Agentur einen Vorschlag für einen Brief an alle Nerzzüchter an den Abteilungsleiter des Ministeriums. Der Brief betraf sowohl Nerze innerhalb als auch außerhalb der Infektionszonen. Das Ministerium schickte einige Korrekturvorschläge an die Agentur zurück, die sofort umgesetzt wurden. Am selben Nachmittag sendete das Ministerium die E-Mail an die Agentur, in der es heißt, dass dieses „gezwungen ist, die Keulung einzuleiten, bevor die Zahlen steigen, sowohl bei infizierten als auch bei nicht infizierten Herden“, und dass „aus dem Schreiben an die Nerzzüchter klar hervorgehen sollte, dass sie einfach anfangen müssen“.
Das dänische Veterinär- und Lebensmittelamt schickte den Brief über Kopenhagen Fur an die Nerzzüchter. In dem Schreiben heißt es: „Die Regierung hat angekündigt, dass alle Nerze im Land aus Gründen der öffentlichen Gesundheit getötet werden müssen. Es ist wichtig, dass die Tötungen so schnell wie möglich stattfinden.“ An die Nerzzüchter außerhalb der Infektionszonen wurde erklärt: „Die Keulung aller Nerze (einschließlich Zuchttiere) muss bis zum 16. November 2020 abgeschlossen sein. Sie müssen daher so schnell wie möglich mit der Keulung und Pelzung der Herde beginnen. Sie müssen insbesondere darauf achten, dass keine Nerze entkommen und in die Natur laufen“.
Am 8. November teilte der damalige Ernährungsminister Mogens Jensen dem dänischen Parlament und der Presse mit, dass die Regierung weder die rechtliche Befugnis für die laufende Keulung aller Nerze, noch für Geschwindigkeitsprämien habe. Die dänische Veterinär- und Lebensmittelbehörde schickte einen neuen Brief an die Nerzzüchter und stellte klar, dass es sich nicht um einen Befehl, sondern um eine „Einladung“ handele, außerhalb der Zonen zu töten, und dass die Regierung daran arbeite, die erforderliche rechtliche Befugnis für die Tötung aller Nerze zu erlangen.

### L77
Als Folge der fehlenden gesetzlichen Befugnisse hat Ernährungsminister Rasmus Prehn am 16. November 2020 (veröffentlicht am 10.11.) einen Gesetzentwurf zur Keulung aller Nerze und ein vorübergehendes Nerzhaltungsverbot vorgelegt. Der Gesetzentwurf (L 77) enthielt auch die Ermächtigung zur Zahlung einer Prämie an die Nerzzüchter, die an der Tötung ihrer Tiere beteiligt waren. Nach einem Vergleich zwischen der Regierung und ihren unterstützenden Parteien (Radikale Venstre, Socialistisk Folkeparti, Enhedslisten) und der Alternative vom 16. Dezember wurde der Gesetzentwurf am 21. Dezember 2020 angenommen, wodurch eine Rechtsgrundlage für die Entscheidungen sichergestellt wurde. Die bürgerlichen Parteien stimmten dagegen. In einem Gesetzesentwurf der Regierung schien es die Empfehlung von SSI zu sein, alle Nerze in Dänemark zu töten. Dies lehnte SSI ab und betonte, es handele sich um eine politische Entscheidung. Neben der Verabschiedung von L 77 wurde auch die Mink-Kommission als Folge des Falls erhoben. Die Regierung versuchte zunächst, den Gesetzentwurf zu beschleunigen, was eine Dreiviertelmehrheit im dänischen Parlament erfordert. Die Regierung hat dies aufgegeben.
Nach dem 8. November kam es unter Angehörigen der Rechtsberufe zu Meinungsverschiedenheiten darüber, inwiefern es den Anordnungen tatsächlich an Rechtskraft fehle. Im Bericht der Nerzkommission hieß es, die Anordnungen seien „grob irreführend und eindeutig rechtswidrig“.

### Erklärungen Mogens Jensens
Mogens Jensen erklärte während seiner Befragung bei der Nerzkommission, dass er erst am Samstag, den 7. November um 18:31 auf die fehlende Genehmigung aufmerksam gemacht wurde. Die Mink-Kommission schrieb: „Die Kommission ist davon ausgegangen, dass Mogens Jensen früher, nämlich am 5. November 2020, Informationen erhalten hat. Die Kommission stellt somit fest, dass Mogens Jensen zumindest während der Konsultation am 11. November 2020 falsche Informationen geliefert hat.“
Nachdem Lebensmittelminister Mogens Jensen gegenüber dem Parlament unwahrhaftig gesprochen hatte, stellte er fest, dass keine Mehrheit hinter seiner Fortsetzung der Arbeit als Minister stand, weshalb er am 18. November 2020 seinen Rücktritt einreichte.

## Nerzkommission
Am 23. April 2021 richtete das Folketing die Nerzkommission ein, deren Aufgabe darin bestand, „den Gesamtverlauf der Ereignisse sowie die Maßnahmen und die Beteiligung aller zuständigen Behörden und Minister an der Entscheidung und der Umsetzung der Entscheidung zu untersuchen und darüber zu berichten, dass alle Nerze in Dänemark im Rahmen der Bemühungen zur Bekämpfung von Covid-19 sofort getötet werden sollten“. Die Nerzkommission durfte jedoch keine rechtliche Beurteilung der Verantwortung der Minister vornehmen.
Bei der Erstellung des Kommissionsberichts stellte sich am 1. November 2021 heraus, dass Mette Frederiksen und Referenten im Staatsministerium während des Nerzverfahrens ausgetauschte Textnachrichten gelöscht und diese nicht an die Nerzkommission übergeben worden waren, obwohl diese das bereits am 29. April 2021 beantragt hatte. Auf einer Pressekonferenz am 3. November 2021 erklärte Mette Frederiksen, dass eine automatische Löschfunktion auf ihrem Handy spätestens seit Sommer 2020 eingeschaltet sei. Dies geschah nach Hinweisen von Barbara Bertelsen, die sie bei ihrer Befragung am 18. November 2021 bestätigte. Auf die Frage nach einem harschen Ton in einigen der veröffentlichten SMS zwischen Ministerien und Behörden antwortete Mette Frederiksen unter anderem: „Also ja, da war vielleicht ein Fink von der Stirn und mehr als das. Lebe damit – lebe damit.“
Die Polizei versuchte anschließend, die Textnachrichten wiederherzustellen, und gab der Öffentlichkeit am 12. November bekannt, dass sie den Versuch, sie wiederherzustellen, beendet habe, aber nicht das Ergebnis. Am selben Tag erhielt die Regierung die Ergebnisse des Polizeitests in versiegelten Umschlägen. Montag der 15. November um September fand ein Treffen zwischen der Nerzkommission, dem Justizministerium, Mette Frederiksen und den drei Spitzenbeamten im Büro des Premierministers statt, die das automatische Löschen von Textnachrichten nach 30 Tagen eingeschaltet hatten. Am Mittwoch, dem 17. November, veröffentlichte Mette Frederiksen das Ergebnis der polizeilichen Ermittlungen, wonach die gelöschten Textnachrichten nicht rekonstruiert werden konnten. Die Premierministerin wurde dafür kritisiert, dass sie die Bekanntgabe des Ergebnisses auf Mittwoch, den Tag nach den Kommunal- und Regionalratswahlen 2021, verschoben hatte, als sie die Gelegenheit hatte, es unmittelbar nach der Sitzung am Montag um 14:00 Uhr bekannt zu geben 9. Dazu gehört von Jakob Ellemann (V), der es „bequem“ nannte. Auf die Frage, warum sie mit der Bekanntgabe des Ergebnisses bis Mittwoch gewartet habe, antwortete die Premierministerin: „Das liegt daran, dass ich mich mit anderen Dingen beschäftigt habe, das versteht sich fast von selbst.“ Während dieser Zeit war Mette Frederiksen unter anderem in Hjørring und Aarhus, um einen Wahlkampf zu führen.
Die Nerzkommission hatte keinen Einfluss darauf, wann die Umschläge geöffnet wurden, und es gab kein rechtliches Problem, das Ergebnis früher zu veröffentlichen.

### Schlussfolgerungen der Nerzkommission
Die Kommission legte ihren Bericht am 30. Juni 2022 vor, in dem es den Anschein hatte, dass die Entscheidung, alle dänischen Nerze zu töten, ohne rechtliche Grundlage war. Die Kommission kam zu dem Schluss:
„Die Kommission stellt somit fest, dass die Ankündigungen von Mette Frederiksen auf der Pressekonferenz am 4. November 2020 objektiv grob irreführend waren, Mette Frederiksen davon aber subjektiv keine Kenntnis oder Absicht hatte. Die Kommission hat nicht geprüft, ob grobe Fahrlässigkeit vorliegt.“
Die Kommission kam auch zu dem Schluss, dass Mette Frederiksen „gewusst haben muss“, dass das KU-Treffen „in einem erzwungenen Prozess organisiert und materiell vorbereitet“ wurde. Mette Frederiksens Ankündigungen auf der Pressekonferenz am 4. November, bei der sie die Tötung aller Nerze anordnete, seien „grob irreführend und eindeutig rechtswidrig“.
Das Kanzleramt insgesamt habe „sehr kritikwürdig“ und das Ernährungsministerium „besonders kritikwürdig“ gehandelt. Mogens Jensen hatte gegenüber dem Parlament die Wahrheit gesagt. Gleichzeitig stellte die Kommission fest, dass 10 Beamte „eine so schwerwiegende Amtspflichtverletzung begangen hatten, dass es eine Grundlage dafür gab, dass die Behörden sie zur Rechenschaft ziehen wollten“.

### Liste der Beamten
| Name                    | Position               | Ministerium/Behörde | Strafe             |
| ----------------------- | ---------------------- | ------------------- | ------------------ |
| Barbara Bertelsen       | Abteilungschef         | Statsministeriet    | Verwarnung         |
| Henrik Studsgaard       | Abteilungschef         | Fødevareministeriet | Dienstfreistellung |
| Johan Legarth           | Abteilungschef         | Justitsministeriet  | Verweis            |
| Anne-Mette Lyhne Jensen | Abteilungschef         | Justitsministeriet  | Verwarnung         |
| Tejs Binderup           | Abteilungschef         | Fødevareministeriet | Verwarnung         |
| Paolo Drostby           | Bürochef               | Fødevareministeriet | Verwarnung         |
| Thorkild Fogde          | Rigspolitichef         | Rigspolitiet        | Dienstfreistellung |
| Uffe Stormly            | Politiinspektør        | Rigspolitiet        | Verwarnung         |
| Birgitte Buch           | Juridisk sektionsleder | Rigspolitiet        | Verwarnung         |
| Hanne Larsen            | Veterinær direktør     | Fødevarestyrelsen   | Verwarnung         |

## Rechtsgutachten außerhalb der Nerzkommission

Mette Frederiksen hat sich für den Vorgang entschuldigt, aber während des gesamten Verfahrens behauptet, dass es aus gesundheitlicher Sicht gut begründet war, alle Nerze zu töten, und sagte, sie hätte dasselbe wieder getan. Dies weitgehend unter Bezugnahme auf der „Volkegesundheit“.

### Wissen und Verantwortung übernehmen
Eine zentrale Frage im Nerzfall war, ob die Regierung und insbesondere Mette Frederiksen wussten, dass sie gegen das Gesetz verstoßen, als sie die Tötung aller Nerze anordneten, und ob die Minister rechtlich zur Verantwortung gezogen werden können. Während des gesamten Prozesses hat die Regierung behauptet, dass dies nicht getan wurde. Die Nerzkommission durfte dies nicht beurteilen.
Im Sitzungsmaterial für die Sitzung des K-Ausschusses der Regierung, in der die Entscheidung getroffen wurde, wurden zwei Modelle vorgeschlagen:
1. Die Nerzindustrie einschläfern lassen. Dies würde bedeuten, die meisten Nerze zu töten, aber die Zuchttiere überleben zu lassen, damit die Nerzindustrie nach der Coronavirus-Pandemie wiederbelebt werden könnte.
2. Den Beruf schließen. Das würde bedeuten, alle Nerze zu töten und die Nerzzucht zu verbieten.

Aus den Anhängen ging hervor, dass es höchstwahrscheinlich für keinen von ihnen eine rechtliche Autorität gab. Die Regierung sagte, sie habe sich für ein drittes Modell entschieden, das aus einer „Keulung“ aller Nerze bestand, aber nicht aus einem dauerhaften Verbot der Nerzzucht. Auch dieses Modell war ohne neue Gesetzgebung illegal. Zu ihrer Verteidigung hat die Regierung zwischen dem rechtlichen Unterschied zwischen dem Töten aller Nerze und dem Schließen der Nerzindustrie unterschieden. Im Dezember 2020 erklärte Mette Frederiksen u. a. „Es gibt Politik, und dann gibt es Gesetz. Die Regierung hat keine Entscheidung getroffen, die Nerzindustrie zu schließen. Die Regierung hat eine Entscheidung getroffen, dass die Nerze getötet werden müssen. Das sind zwei verschiedene Entscheidungen.“ Diese Unterscheidung wurde von mehreren Rechtsexperten in Frage gestellt. Allen voran Rechtsprofessor Kristian Lauta und Professor für Verwaltungs- und Verfassungsrecht Frederik Waage. Letzterer kommentierte: „Es hat den gleichen Effekt. Theoretisch könnte man sich vielleicht vorstellen, dass man unmittelbar nach dem Töten der Nerze in einem anderen Land neue Nerze aufsammeln und mit der Zucht beginnen dürfte. Es ist nur ein sehr theoretisches Szenario.“
Außerdem stieß sie auf Kritik, weil Barbara Bertelsen den Satz „Eine totale Schlachtung einschließlich aller Zuchttiere gilt als fatal für die Branche“ aus den Sitzungsunterlagen für die Sitzung des Koordinierungsausschusses der Regierung am 3. November gestrichen hatte.
Mette Frederiksen entschuldigte sich für den Vorgang, beteuerte aber während des gesamten Verfahrens, dass es aus gesundheitlicher Sicht wohlbegründet sei, alle Nerze zu töten.
Am 22. September legte die Anwaltskanzlei Lund Elmer Sandager eine Einschätzung speziell zur möglichen rechtlichen Haftung der beteiligten Minister vor, was die Nerzommission nicht durfte. In der Bewertung kam die Anwaltskanzlei zu dem Schluss, dass Mogens Jensen und Mette Frederiksen durch Amtsenthebung für schuldig befunden werden könnten, sprach aber andere beteiligte Minister frei. Die Auswertung hat unter anderem ergeben, „Unserer Einschätzung nach hat Premierministerin Mette Frederiksen […] grob fahrlässig gehandelt und kann strafrechtlich verfolgt werden.“ Die Bewertung wurde durch Gelder finanziert, die von der politischen Partei Nye Borgerlige aufgebracht wurden, aber sowohl die Anwaltskanzlei als auch die Partei betonten, dass sie völlig unparteiisch sei. Lasse Lund Madsen, Ph.D. und Professor an der juristischen Fakultät der Universität Aarhus hatte im Monat zuvor eine ähnliche Kritik vorgebracht.

### Das Verhältnis zur Verfassung
In § 73 GG, Abs. 1 heißt es: „Das Recht auf Eigentum ist unantastbar. Niemand kann gezwungen werden, sein Eigentum aufzugeben, es sei denn, das öffentliche Wohl erfordert es. Dies kann nur im Einklang mit dem Gesetz und gegen volle Entschädigung erfolgen.“ Juristen haben in ihrer Kritik geurteilt, dass es eine „verschärfte gesetzliche Anforderung“ gebe, wenn die Regierung eine Anordnung mit solch erheblichen Folgen für Eigentumsrechte erlasse.

### Die Journalisierungspflicht
Ein weiterer Kritikpunkt, zu dem die Nerzkommission nicht Stellung nahm, war die Verletzung der sogenannten Journalisierungspflicht (Dänisch: Journaliseringspligten) im Zusammenhang mit der Vernichtung möglicher Beweismittel in Form der gelöschten SMS.

## Rolle der Polizei

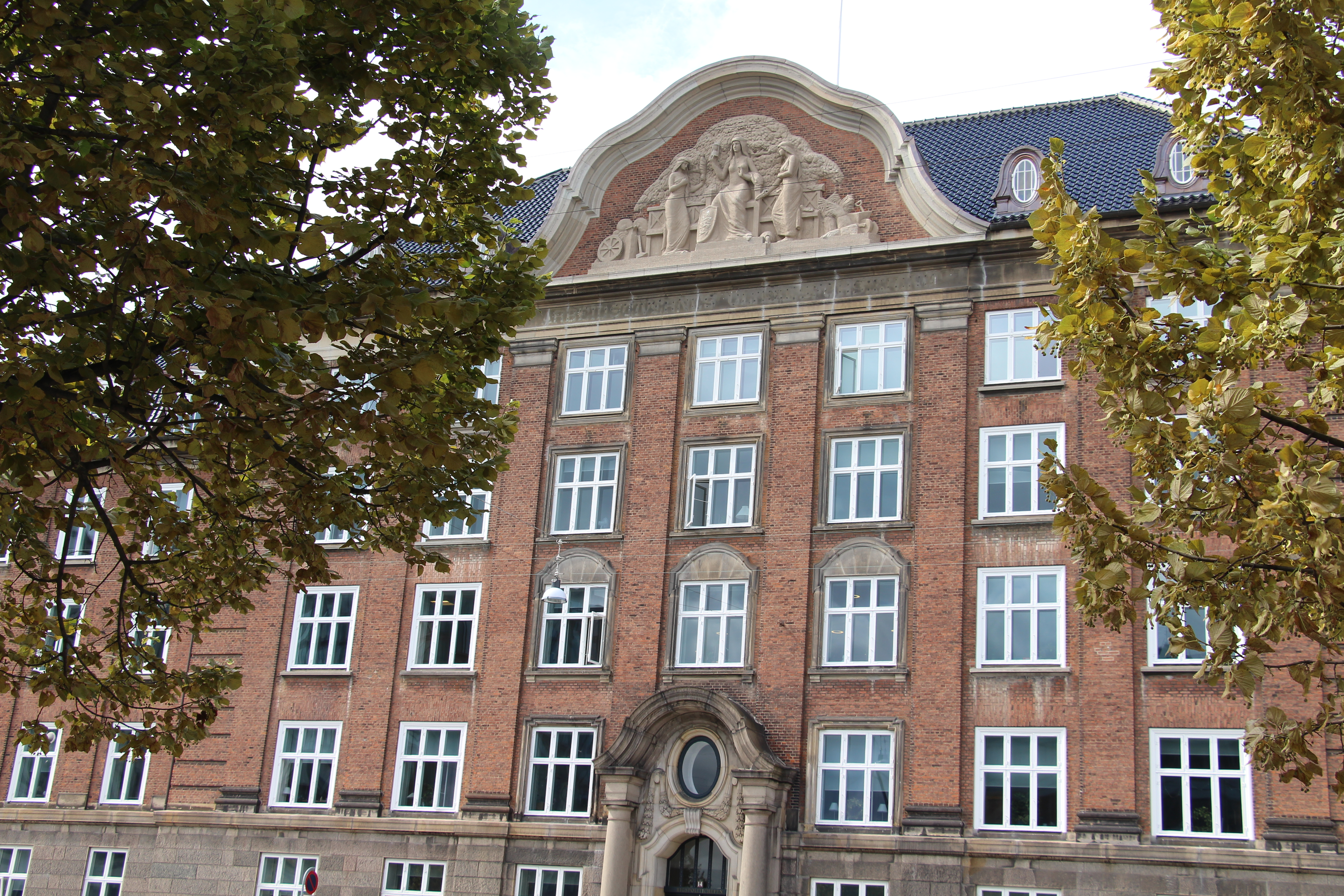
Hauptniederlassung der Landespolizei auf Vesterbro in Kopenhagen.

Auf der Pressekonferenz am 4. November 2020 erklärte Mette Frederiksen: "Zur Unterstützung der Keulungsbemühungen, die die Lebensmittelbehörden bereits durchführen und bereits im Gange sind, wird derzeit ein Notfallplan für die Keulung umgesetzt. Dieser wird unter der Schirmherrschaft des Nationalen Einsatzstabs unter dem Kommando der Polizei und mit Unterstützung der Streitkräfte, der Katastrophenschutzbehörde und der Heimatschutzbehörde durchgeführt.".
Nach der Pressekonferenz wurden Nerzzüchter außerhalb der Infektionsgebiete von Mitarbeitern der Landespolizei (Dänisch: Rigspolitiet) angerufen. Zur Unterstützung der Gespräche mit den Erzeugern erhielten die Kadetten eine sogenannte Aktionskarte, die als Drehbuch fungierte. Der Text forderte die Züchter auf, sich an der Keulung ihrer Herden zu beteiligen, und eine der Fragen war, ob sie dazu bereit seien. Wenn sie darauf mit Ja antworteten, war das Gespräch beendet. Wenn sie nein antworteten, wurden die Polizeibeamten angewiesen zu sagen: „Das tut mir leid, aber die Entscheidung ist gefallen. Wenn Sie nicht kooperieren, können Sie den Bonus daher nicht erhalten, und Sie können damit rechnen, dass die Behörden kommen und die Besatzung trotzdem freigeben. Also möchte ich wissen, ob Sie Ihre Meinung geändert haben?“

### Kritik an der Landespolizei
Die Landespolizei und insbesondere der Landespolizeichef Thorkild Fogde wurden dafür kritisiert, nachdem der Bericht des Ministeriums für Umwelt und Ernährung vom 18. November 2020 veröffentlicht wurde, der zu dem Schluss kam, dass das Erstellen der Aktionskarte durch die Landespolizei damals illegal war. Dies wurde später auch von der Landespolizei selbst anerkannt. „Es war jedoch das klare Verständnis der Landespolizei, dass die erforderliche Behörde innerhalb kurzer Zeit verfügbar sein würde“, heißt es in einer schriftlichen Antwort der Landespolizei an das Justizministerium. Die Erkenntnisse der Landespolizei stießen sowohl von juristischer als auch von politischer Seite auf Kritik. Unter anderem erklärte Alex Vanopglagh (LA): „Ein Chef der Landspolizei, der sicherstellen muss, dass die Gesetze des Landes eingehalten werden, und diejenigen bestrafen muss, die dies nicht tun, er führt ein System ein, dass Sie die Gesetze des Landes nicht respektieren. Es ist absolut verrückt.“

### Anwaltliche Ermittlungen zur Aktionskarte der Polizei
Im Frühjahr 2021 leitete das dänische Parlament eine rechtliche Untersuchung der Aktionskarte der Polizei im Nerzfall ein. Der anwaltliche Untersuchungsbericht wurde am 8. Oktober 2021 veröffentlicht und von Rechtsanwalt Claus Guldager erstellt. Die Untersuchung kommt zu dem Ergebnis, dass im Zusammenhang mit der Aktionskarte Fahrlässigkeit vorlag und eine nähere Bewertung hierzu im Rahmen der Untersuchung nicht vorgenommen werden konnte. Darüber hinaus schlossen die Ermittlungen: „Es gibt keine Grundlage für die Annahme, dass Personen in der obersten Führungsebene der Polizei – oder in der Führungsebene darunter – irgendjemanden angewiesen haben, eine Aktionskarte zu erstellen.“
In der Darstellung des tatsächlichen Hergangs der Untersuchung findet sich ein Kommentar zur Frage, ob es fair war, wie das Ministerium für Umwelt und Ernährung in seinem Bericht vom 18 Material, dass die Frage der Genehmigung zur Ausweitung der bisherigen Bemühungen zur Tötung von Nerzen auf das ganze Land in Fällen zur Diskussion in den zuständigen Regierungsgremien in der Zeit nach dem 1. Oktober 2020 und bis zum 3. November 2020 erwähnt wurde. In diesem Zusammenhang wies die Untersuchung darauf hin, dass im Deckblatt (Hauptvermerk) der Sitzung des Koordinierungsausschusses der Regierung am 3 geltende Regeln und Richtlinien im Umwelt- und Tierbereich".
Auf der Grundlage der Untersuchung erweiterte das dänische Parlament am 19. November 2021 das Mandat der Nerzkommission um eine Untersuchung der Aktionskarte der Polizei.

## Beerdigung von getötetem Nerz
Vom 5. November bis 19. November, wurden ca. 13,5 Millionen Nerze in Dänemark getötet. Ca. 3 Millionen der getöteten Nerze wurden in Massengräbern verscharrt. Nach Angaben des Ernährungsministeriums wurde die Bestattung von Nerzen aufgrund des „Tempos der Keulung“ für notwendig erachtet. Als die Tiere verwesten, bildeten sich Gase, die dazu führten, dass sie sich ausdehnten und aus dem Boden drückten, während sie gleichzeitig riskierten, das Trinkwasser zu verunreinigen.
Am 2. Dezember wurden Ernährungsminister Rasmus Prehn und Umweltministerin Lea Wermelin zu einem Beratungsgespräch eingeladen. Am 21. Dezember 2020 wurde beschlossen, die Nerze auszugraben. Im Mai 2021 und zwei Monate später begann die Exhumierung von fast vier Millionen toten Nerzen in Militäranlagen in der Nähe von Holstebro und Karup. Die Kosten für die erneute Ausgrabung wurden im Voraus auf 80 Mio. DKK beziffert. Das Ministerium für Ernährung, Landwirtschaft und Fischerei forderte jedoch die Bereitstellung von 150 Mio. DKK. Die ausgegrabenen Nerze wurden zu 13 verschiedenen Verbrennungsanlagen in ganz Dänemark gebracht.
Laut Peter Pagh, Professor für Umweltrecht an der Universität Kopenhagen, fehlte es an der gesetzlichen Befugnis, die toten Nerze in den Massengräbern zu deponieren. In seinem Memorandum vom 15. Dezember 2020 bestritt das Lebensmittelministerium jedoch, gegen das Gesetz verstoßen zu haben. Der Kurs wurde im Folketinget von beiden Seiten kritisiert, unter anderem von Rasmus Jarlov (K), der die Beerdigung von Nerzen als „tragische Geschichte auf dünner und voreiliger Grundlage“ bezeichnete.

### Ermittlungen des Anwalts zur Bestattung von getöteten Nerzen
Im Frühjahr 2021 leitete das dänische Parlament eine anwaltliche Untersuchung der Bestattung getöteter Nerze ein. Der Untersuchungsbericht wurde am 8. Oktober 2021 veröffentlicht. In der Untersuchung wird zu Fehlern und Versäumnissen festgestellt, „dass es auf der vorliegenden Grundlage nicht möglich sein wird, die begangenen Fehler einzelnen Personen zuzuordnen, oder dass etwaige Fehler der einzelnen Person den Charakter eines Fehlverhaltens haben“.

## Entschädigung für Nerzzüchter
Als die Entscheidung der Regierung bekannt gegeben wurde, war noch keine Entschädigungsvereinbarung fertig. Erst am 25. Januar 2021 wurde im Folketing eine Vereinbarung über die Entschädigung der Nerzzüchter getroffen. Die Vereinbarung umfasste einen Rahmen von 1,8 bis 2,8 Mrd. DKK als direkte Entschädigung für die Nerze, die 2020 eingeschläfert wurden, ohne gepelzt zu werden. Zusätzlich wurden 8,9 Mrd. DKK gegeben, als Entschädigung für den Verlust der zukünftigen Einkommensbasis und als Entschädigung für den Restwert der Produktionsgeräte, die für die Nerzzüchter keinen Wert mehr hatten. Eine Reihe von Unternehmen, die direkt von der Nerzzucht abhängig sind – darunter Futterzentren, Furries, Auktionshäuser und Transportunternehmen – erhielten eine Entschädigung für den Verlust des Teils ihres Geschäfts, der die dänische Nerzindustrie betraf. In der Vereinbarung wurden die Kosten auf 3–4 Mrd. DKK geschätzt.
Die Vergütung an die einzelnen Nerzbetriebe sollte auch von Einschätzungen „einer besonderen Vergütungs- und Bewertungskommission zur Abwicklung der Nerzentschädigungen“ abhängen. Im Juni hatten die Bewertungen noch nicht begonnen. Die Fallbearbeitungszeit wurde unter anderem vom Vorsitzenden der Interessengemeinschaft Danske Minkavlere (Dänische Nerzzüchter), Tage Pedersen, kritisiert: „Ich glaube, es ist zutiefst unvernünftig. Ich wusste, dass es lange dauern würde, eine ganze Industrie zu enteignen, aber es dauert viel zu lange. Dass wir uns das ansehen, dass es eine andere braucht vier bis fünf Jahren ist für die 1.000 betroffenen Familien völlig unzumutbar“.
Erst am 18. Dezember 2021 kündigte das Ernährungsministerium nach Einrichtung von sechs Entschädigungs- und Bewertungskommissionen an, mit der Bewertung der Nerzbetriebe zu beginnen.
Am 23. September 2022 beschloss die Regierung auf Grundlage der Einschätzung von SSI, das Nerzzuchtverbot zum 1. Januar 2023 aufzuheben. 1 % der Züchter entschieden sich, neu zu starten. Der Rest beantragte Stilllegungsentschädigung. Nerzzüchter, die sich für einen Neustart entschieden, mussten weiterhin die Infektionsschutzmaßnahmen einhalten, inklusive Nerzprüfung, Schutzausrüstung und Hygienekurs.

### Kosten
Nach Angaben des Lebensmittelministeriums hatten Zahlungen an die Nerzzüchter zum 2. September 2022 den dänischen Staat 6,6 Milliarden DKK gekostet. Die Gesamtkosten der Zahlungen werden jedoch voraussichtlich in der Größenordnung von 20 Mrd. DKK liegen. Erst nachdem diese abgeschlossen sind, beginnt die Bewertung der fast 1.100 Nerzfarmen in Dänemark sowie anderer nerzbezogener Unternehmen, die Anspruch auf Entschädigung haben. Offiziell erwartet die dänische Lebensmittel- und Lebensmittelbehörde, dass die Bewertungskommissionen im Jahr 2024 abgeschlossen sein werden, aber der Lebensmittelminister garantiert nicht, dass alle Entschädigungen vor 2027 ausgezahlt werden.
Laut Danmarks Statestik betrug der tatsächliche Produktionswert der dänischen Nerzindustrie im Jahr 2019 2,5 Milliarden.

## Politische Kritik an der Regierung
Mette Frederiksen als Regierungschefin wurde besonders dafür kritisiert, während des Prozesses absolute Macht gezeigt zu haben. Im September 2022 erklärte Mette Frederiksen, dass die Kritik an ihr als mächtig ihrer Meinung nach teilweise darauf zurückzuführen sei, dass sie eine Frau sei.
Die wichtigste Kritik ist, dass die Regierung ohne rechtliche Befugnis angeordnet hat, alle Nerze in Dänemark einzuschläfern, und dass die Regierung mit ihrem anschließenden Vorgehen die Nerzzüchter in eine unsichere Rechtslage gebracht hat. Auf der Grundlage dieser und der Erklärung des Ministeriums für Umwelt und Ernährung vom 18. November 2020, in der festgestellt wurde, dass es keine rechtliche Befugnis gab, die Tötung von Nerzen außerhalb der Infektionszonen anzuordnen, hat sich der Premierminister für den Vorgang entschuldigt, aber behauptet, in diesem Fall sei es gesundheitlich begründet, alle Nerze zu töten.
Die Liberal Alliance hat den Fall als „den größten politischen Skandal in der Geschichte Dänemarks“ bezeichnet.
Die Regierung wurde dafür kritisiert, dass sie keinen ausreichenden beruflichen Hintergrund hatte, um die Entscheidung zu treffen, und dass andere Fachleute als SSI Zugang zu Daten und Studienbeschreibungen hätten haben sollen, eine sogenannte second opinion.

## Sanktionen

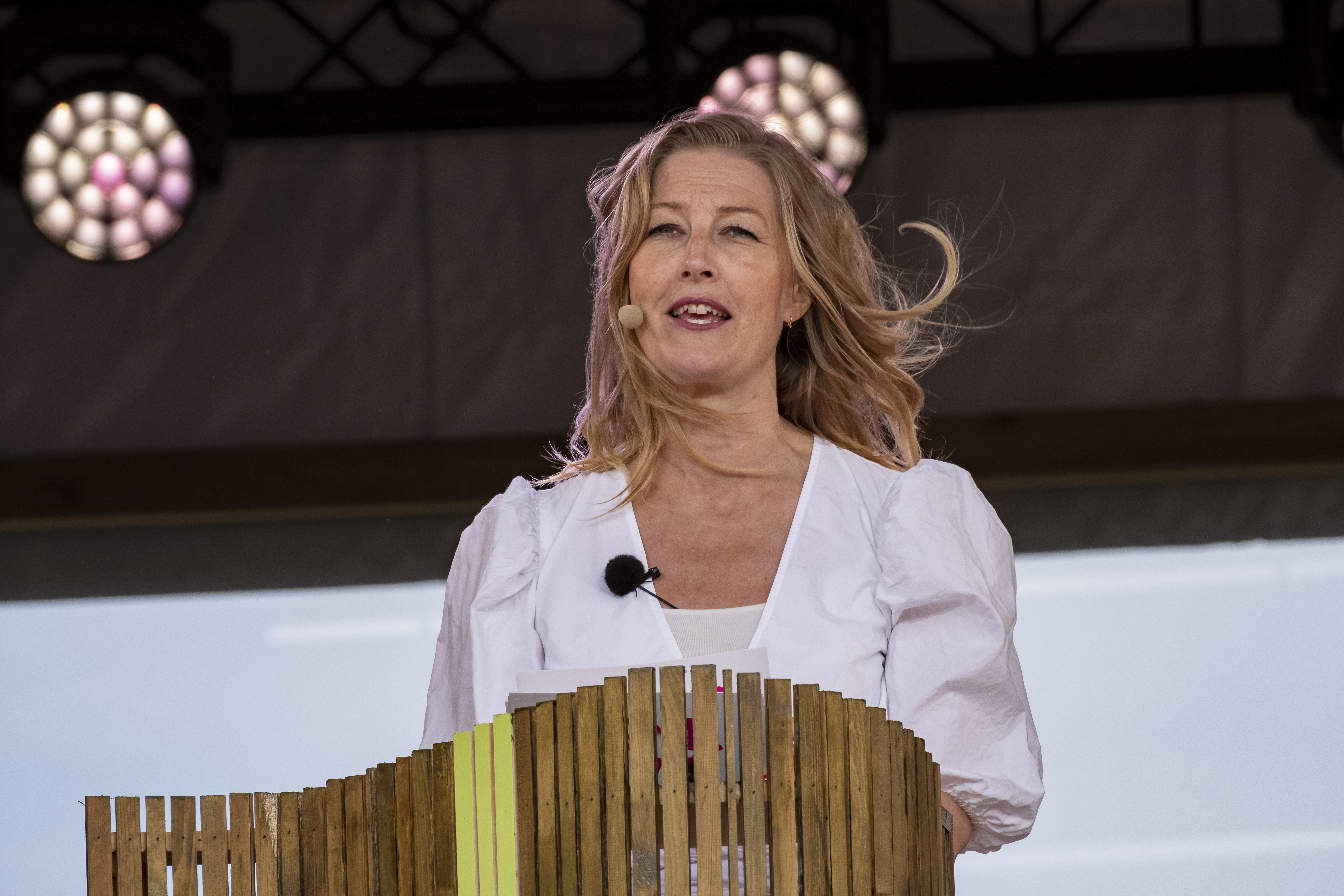
Sofie Carsten Nielsen. Politische Führerin von Radikale Venstre, die eine Untersuchung der rechtlichen Verantwortlichkeit von Ministern nicht unterstützen würde, aber stattdessen wiederholt versichert hat, die Regierung am 6. Oktober zu stürzen, wenn Mette Frederiksen nicht vorher Neuwahlen anberaumt.

Nachdem Lebensmittelminister Mogens Jensen gegenüber dem Folketing unwahrhaftig gesprochen hatte, stellte er fest, dass keine Mehrheit hinter der Fortsetzung seiner Arbeit als Minister stand, weshalb er am 18. November 2020 seinen Rücktritt einreichte.
Im Bericht der Nerzkommission vom 30. Juni 2022 richtete sich Kritik an Mette Frederiksen und Mogens Jensen. Sie wurden am 5. Juli vom dänischen Parlament für ihre Rolle in dem Fall mit einer Schlinge ausgezeichnet. Darüber hinaus ging aus dem Bericht hervor, dass 10 Beamte „ein so schweres Fehlverhalten begangen hatten, dass die Behörden Grund haben, sie zur Rechenschaft zu ziehen“. Auf der Pressekonferenz des Premierministers zum Bericht der Nerzkommission am 1. Juli 2022 berichtete Mette Frederiksen, dass die Bewertungen der Beamten der Kommission in erster Linie von der schwedischen Mitarbeiter- und Kompetenzagentur (Dänisch: Medarbejder- og Kompetencestyrelsen) überprüft würden. Barbara Bertelsen, Referatsleiterin im Kanzleiamt des Ministerpräsidenten, wurde nach Prüfung der Behörde am 24. August abgemahnt, blieb aber in ihrem Amt. Gleichzeitig erhielt Johan Legarth, Abteilungsleiter im Justizministerium, einen Verweis, während der Landespolizeichef Thorkild Fogde und der Abteilungsleiter im Umweltministerium, Henrik Studsgaard, vom Dienst entbunden und zu Beamten vorgeladen wurden Anhörungen.
Die Unabhängigkeit der Agentur für Mitarbeiter und Kompetenzen wurde von Jørgen Grønnegård Christensen, emeritierter Professor für Politikwissenschaft an der Universität Aarhus, bestritten, der die Aussage des Premierministers, die Agentur sei politisch unabhängig, als „etwas absurd“ bezeichnete. Die Kritik an der Unabhängigkeit der Kommission wurde von Eva Smith, Professorin an der juristischen Fakultät der Universität Kopenhagen und Ehrendoktorin der Universität Lund, unterstützt, die darauf hinwies, dass die Agentur aus Beamten bestehe, „die in der Hierarchie niedriger stehen als die Leute, deren Verantwortung, die sie beurteilen müssen“.
Am 20. September gab die Landespolizei bekannt, dass die Beamten Uffe Stormly und Birgitte Buch eine Verwarnung erhalten hätten. Sie hätten laut der Nerzkommission zur „Verletzung der Wahrheitspflicht und des Legalitätsprinzips im Zusammenhang mit dem polizeilichen Einsatz von Aktionskarten am 6. November 2020“ beigetragen. Am 22. September gab das Ernährungsministerium bekannt, dass auch die Beamten Tejs Binderup, Paolo Drostby und Hanne Larsen eine Verwarnung erhalten hätten. Am selben Tag wurde auch Anne-Mette Lyhne Jensen im Justizministerium abgemahnt. Diese Entscheidungen wurden auch auf der Grundlage einer Überprüfung durch die dänische Personal- und Qualifikationsagentur getroffen.
Als politische Konsequenz aus dem Bericht der Nerzkommission kündigten die Radikalen an, dass die Partei die Regierung durch ein Misstrauensvotum stürzen würde, falls Mette Frederiksen nicht bis zur Eröffnung des Folketings am 4. Oktober 2022 eine Neuwahl anberaumt, praktisch erst am 6. Oktober möglich.